# Get Heavy
Get Heavy er det finske band Lordis debutalbum fra 2002.

## Trackliste
1. "Scarctic Circle Gathering" – 1:02 (Ambient)
2. "Get Heavy" – 3:01
3. "Devil Is a Loser" – 3:29
4. "Rock the Hell Outta You" – 3:06
5. "Would You Love a Monsterman?" – 3:02
6. "Icon of Dominance" – 4:35
7. "Not the Nicest Guy" – 3:13
8. "Hellbender Turbulence" – 2:46
9. "Biomechanic Man" – 3:22
10. "Last Kiss Goodbye" – 3:07
11. "Dynamite Tonite" – 3:13
12. "Monster Monster" – 3:23
13. "13" – 1:06 (Ambient)